# Taquaraçu de Minas
Taquaraçu de Minas es un municipio brasileño del estado de Minas Gerais. Su población estimada en 2010 es de 3792 habitantes, según el censo IBGE. Integra la región metropolitana de Belo Horizonte.

## Toponimia
Taquaraçu es un término proveniente de la lengua tupí que significa «taquara grande», a través de la unión de los términos takûara (taquara, especie de gramínea sudamericana) y usu (grande).